# 1616
1616 (MDCXVI) a fost un an bisect al calendarului gregorian, care a început într-o zi de vineri.

## Evenimente
- În Japonia comerțul cu străinii este limitat la Nagasaki și Hirado.

## Nașteri
- 16 ianuarie: François, Duce de Beaufort, nobil francez, figură prominentă a Frondei (d. 1669)
- 21 iulie: Anna de Medici, Arhiducesă de Austria, Contesă de Tirol (d. 1676)
- 11 octombrie: Andreas Gryphius, scriitor german (d. 1664)
- 20 octombrie: Thomas Bartholin, medic, anatomist, matematician și teolog danez (d. 1680)
- 23 noiembrie: John Wallis,  matematician și teolog englez (d. 1703)

## Decese
- 8 martie: Maria Anna de Bavaria, prima soție a împăratului Ferdinand al II-lea (n. 1574)
- 23 aprilie: William Shakespeare, 52 ani, poet, scriitor englez (n. 1564)
- 1 iunie: Ieyasu Tokugawa, 73 ani, șogun japonez (n. 1543)